# Aeolidia
Genre
Aeolidia est un genre de mollusques gastéropodes nudibranches marins de la famille des Aeolidiidae. 

## Liste des espèces
D'après World Register of Marine Species (20 décembre 2020) : 
- Aeolidia campbellii (Cunningham, 1871)
- Aeolidia collaris (Odhner, 1921)
- Aeolidia filomenae Kienberger, Carmona, Pola, Padula, Gosliner & Cervera, 2016 -- Atlantique nord-est
- Aeolidia libitinaria Valdés, Lundsten & N. G. Wilson, 2018
- Aeolidia loui Kienberger, Carmona, Pola, Padula, Gosliner & Cervera, 2016
- Aeolidia papillosa (Linnaeus, 1761) -- Atlantique nord et Pacifique nord-est
- Aeolidia bella (Rüppell & Leuckart, 1830) (taxon inquirendum)
- Aeolidia pelseneeri Risbec, 1937 (taxon inquirendum)
- Aeolidia nebae Risbec, 1930 (nomen nudum)

## Galerie

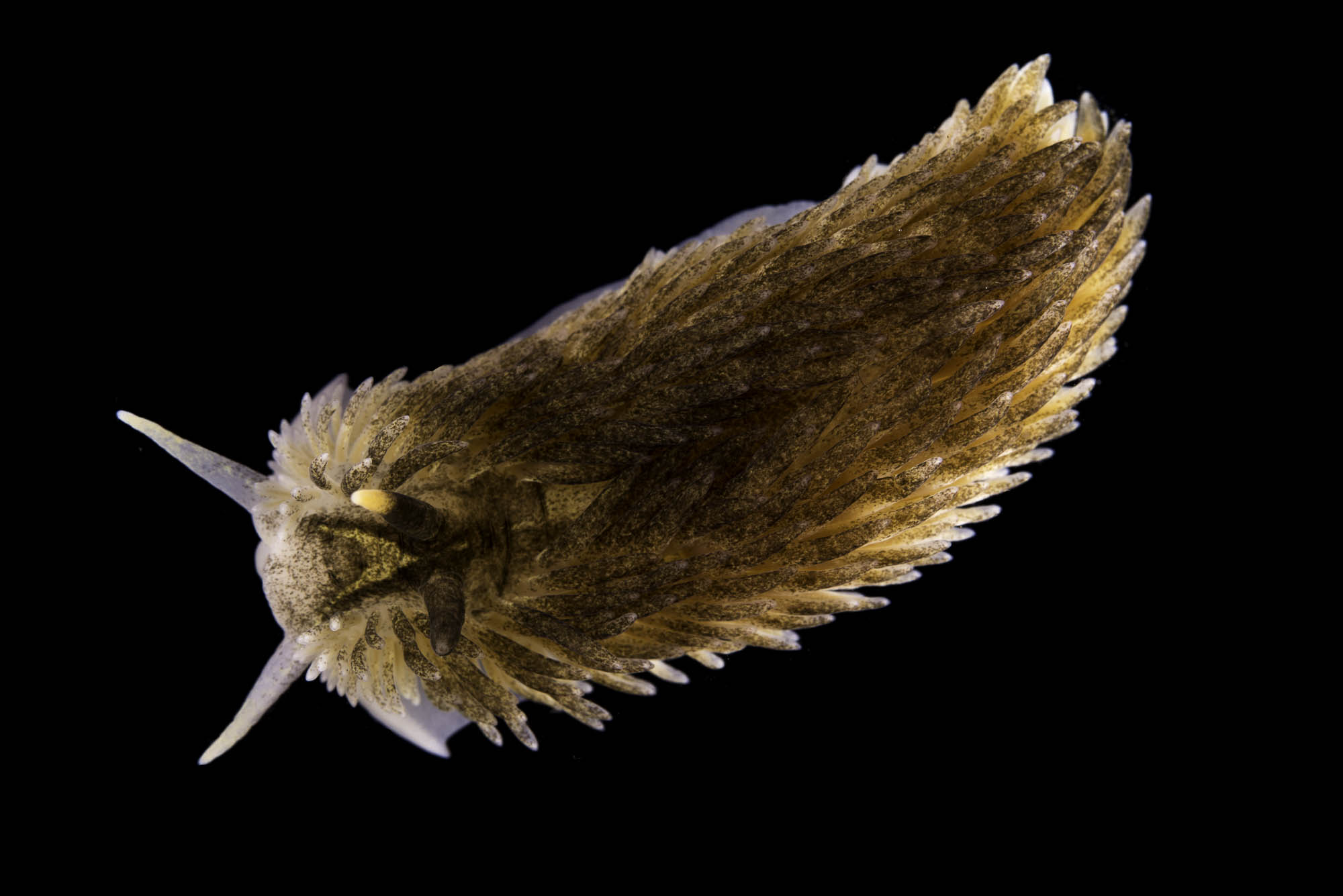
Aeolidia filomenae
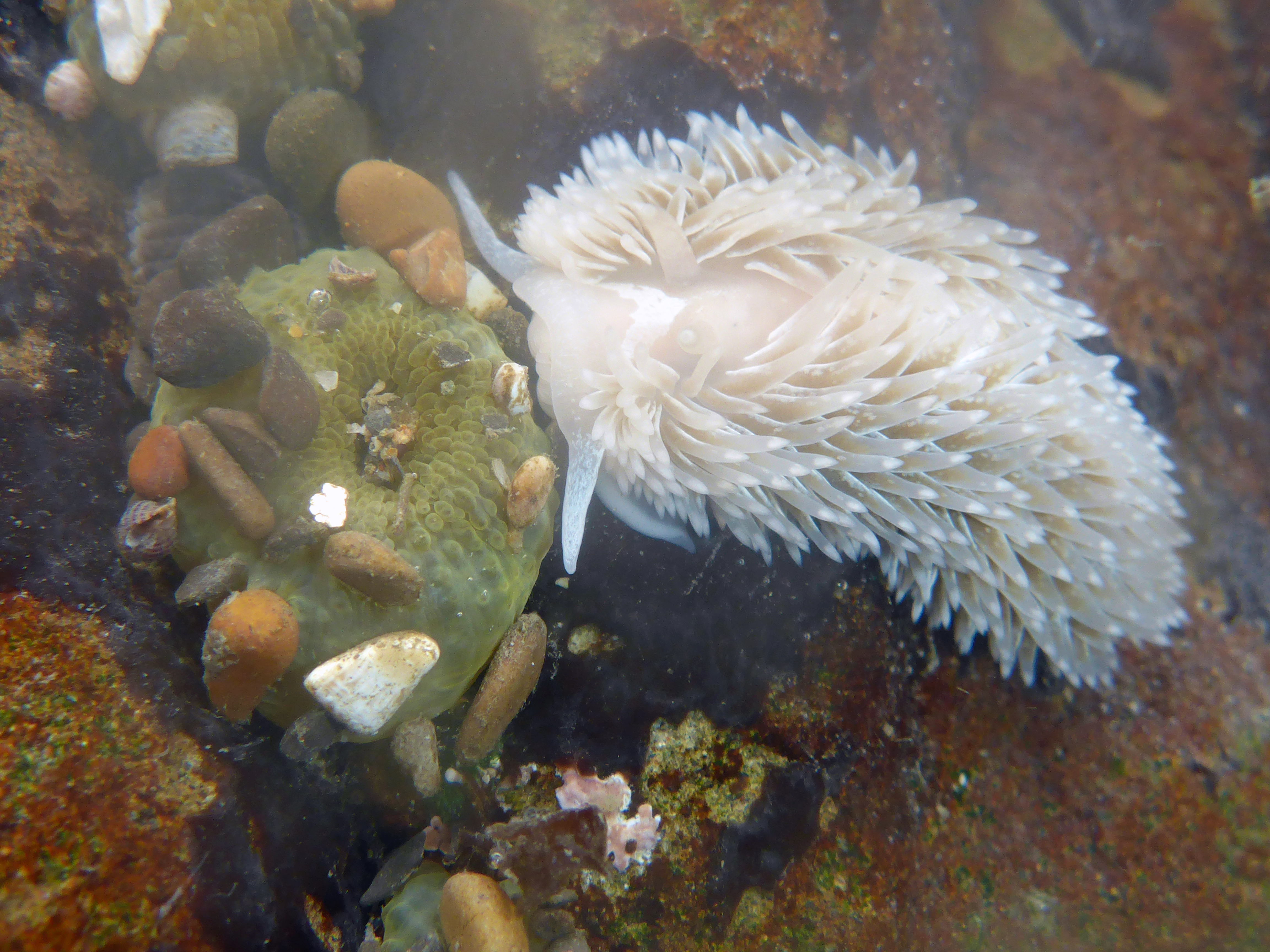
Aeolidia loui
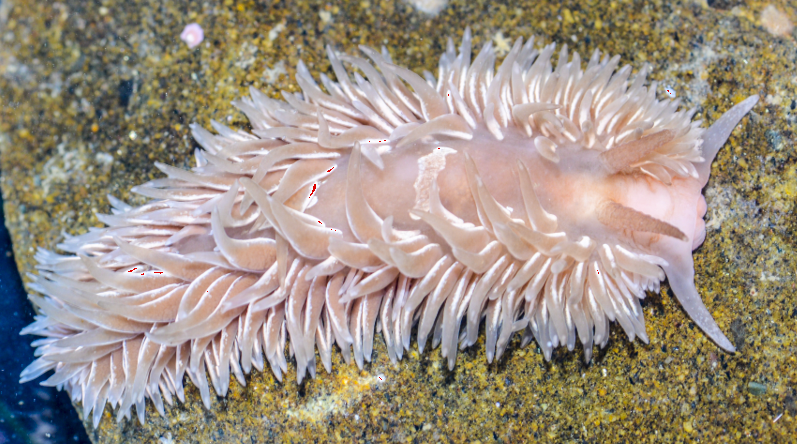
Aeolidia papillosa